# Streik der Heizungsmonteure in Zürich 1932
Der Streik der Heizungsmonteure in Zürich 1932 begann am 9. Mai und dauerte rund acht Wochen. Als ein Demonstrationsverbot erlassen wurde, dem sich die Streikenden widersetzten, kam es am 15. Juni zu einem blutigen Aufeinandertreffen mit der Polizei, das als „Zürcher Blutnacht“ in die Geschichte einging.

## Hintergrund
Hintergrund der Auseinandersetzungen war der Wettbewerb der Kommunistischen Partei der Schweiz (KP) und der Sozialdemokratischen Partei der Schweiz (SP) um die Meinungsführerschaft in der Arbeiterbewegung. In der Stadt Zürich verfügte die SP seit den Kommunalwahlen von 1931 über eine absolute Mehrheit. Seit der Parteispaltung im Jahre 1921 war die Bedeutung der Kommunistischen Partei in der Stadt Zürich kontinuierlich zurückgegangen. Ihr Wähleranteil, der 1922 noch 10,9 % betragen hatte, halbierte sich bis ins Jahr 1931 auf 5,8 %. Hingegen stieg derjenige der sozialdemokratischen Konkurrenz kräftig an, von 31,2 % im Jahre 1922 auf 47,4 % im Jahre 1931. In den Arbeiterquartieren waren die Verschiebungen weg von den Kommunisten und hin zu den Sozialdemokraten noch markanter.

## Auslöser
Auslöser des Streiks war der geplante Lohnabbau bei den Heizungsmonteuren in der Zeit der Weltwirtschaftskrise. Die Heizungsmonteure beschlossen, sich gegen diese Massnahmen zur Wehr zu setzen, und vereinbarten für den 9. Mai 1932 um 16 Uhr eine Versammlung. In einer geheimen Abstimmung beschlossen die anwesenden Monteure mit 281 Ja- zu 62 Nein- und Enthaltungsstimmen den Streik. Die gewählte Streikleitung bestand aus 27 Personen. 13 davon stammten aus dem Metallarbeiterverband, vier von der Sulzer AG, zehn aus anderen oder keinen Verbänden. Die meisten Mitglieder der Streikleitung waren nicht in politischen Parteien organisiert. Drei gehörten der KP und vier der SP an. Der Schweizerische Metall- und Uhrenarbeiterverband (SMUV) und das Gewerkschaftskartell Zürich lehnten den Streik als Vertragsbruch ab.

## Unruhen
Nach wochenlangen Streikaktionen, zu denen auch Sabotageakte zählten, erliess die Stadtregierung ein Demonstrationsverbot. Die KP agitierte in ihrer Presse dagegen und rief dazu auf, das Verbot zu missachten. Gegen den Willen der Streikleitung kam es auf Betreiben der Kommunisten am 15. Juni am Helvetiaplatz zu einer erneuten Kundgebung. Als die 1000 bis 4000 Arbeiter und mit ihnen solidarisierende Personen bereits Richtung Röntgenplatz, gelegen im Industriequartier, einem damaligen Arbeiterviertel, weiterzogen, um sich mit weiteren Arbeitern zu solidarisieren, griff die Polizei ein. Ob sie dabei auf Angriffe aus den Reihen der Demonstranten reagierte, war umstritten. In der Folge kam es zu gewalttätigen Auseinandersetzungen, die als „Zürcher Blutnacht“ in die Geschichte eingingen. Die Polizei ging mit Gummiknüppeln und Säbeln auf die Demonstranten los. Es gab einen Toten und 30 Schwerverletzte, darunter 5 Frauen.

## Streik-Ende und Folgen
Im Anschluss an die "Blutnacht" wurde das Demonstrationsverbot verlängert. Als am folgenden Abend trotzdem eine unbewilligte Protestversammlung auf dem Helvetiaplatz stattfand, griff die Polizei nicht ein. Am Rande der Kundgebung wurde ein 52-jähriger Zigarettenhändler und Mitglied des Schweizerischen Lithographenbundes von Demonstranten zusammengeschlagen. Dabei erlitt er eine Verletzung der Lunge, der er in der Nacht vom 22. auf den 23. Juni erlag.
Verhandlungen vor dem städtischen Einigungsamt ab dem 22. Juni blieben ergebnislos. Daraufhin schaltete sich die Zürcher Stadtregierung ein und erreichte die Arbeitsaufnahme am 5. Juli. In der unter ihrer Vermittlung erzielten Übereinkunft wurde der Umfang des Lohnabbaus nicht verringert, hingegen zeitlich etwas verzögert. Daraufhin beschlossen die Monteure mit allen gegen 17 Stimmen die Beendigung des Arbeitskampfes.
Die Aufarbeitung des Streiks und namentlich der Unruhen vom 15. Juni führten in den Parlamenten von Stadt und Kanton Zürich zu Debatten, in denen Sozialdemokraten, Bürgerliche und Kommunisten ihre bereits in der Presse geäusserten Standpunkte wiederholten.  Der unmittelbar nach den Krawallen angestrengte Aufruhrprozess gegen führende KP-Funktionäre musste mangels Beweisen niedergeschlagen werden.  Hingegen wurden im August 1933 25 Monteure wegen Nötigung, Hausfriedensbruch und Widersetzung angeklagt und zu insgesamt 180 Tagen Gefängnis verurteilt.

## Schulddebatte
Über die Verantwortung für die Krawalle divergieren die Meinungen. Die SP sah die Verantwortung bei den Kommunisten, die die Demonstranten aufgewiegelt hätten.

## Aufarbeitung
In Genf kam es am 9. November desselben Jahres zu ähnlichen Auseinandersetzungen mit Demonstranten, wobei 13 Menschen ums Leben kamen und über 60 verletzt wurden („Blutnacht von Genf“). Dort ging es jedoch um keinen Konflikt innerhalb des linken Lagers, sondern um eine Veranstaltung der faschistischen Union nationale um Georges Oltramare, gegen die rund 8.000 Personen aus dem linken Lager um Léon Nicole demonstrierten.
In Genf wurde ein Denkmal errichtet und es wurden zum 75. Jahrestag im Jahr 2007 Gedenkveranstaltungen begangen. Während die Polizei in Zürich bei Ausschreitungen bis in die neueste Zeit Gummigeschosse einsetzt, schreckt man davor in Genf weitgehend zurück, um nicht Erinnerungen an 1932 wach zu rufen.